# Citekokaler
Citekokaler is een bestuurslaag in het regentschap Purwakarta van de provincie West-Java, Indonesië. Citekokaler telt 3288 inwoners (volkstelling 2010).